# Wahida Amiri
Wahida Amiri (Afganistan, 1990) és una bibliotecària i activista pels drets de les dones afganeses.
Llicenciada en Dret, es va fer bibliotecària i des del 2017 va dirigir una biblioteca amb 5.000 llibres al centre de Kabul per animar les dones afganeses a llegir.
Malgrat el retorn dels talibans al poder de l'Afganistan el 2021, va decidir quedar-se per protestar als carrers de Kabul. El 4 de setembre del 2021 va liderar una manifestació pacífica per demanar a la comunitat internacional un pas endavant en la defensa dels drets de les dones afganeses al treball i l'educació. Després de l'atac que van rebre dels talibans, el missatge de la manifestació va arribar arreu. Van fer altres manifestacions, la darrera promoguda per Amiri va ser l'octubre del 2021.
El 2021 la BBC la va incloure entre la llista de les 100 dones més inspiradores.